# چه!
چه! (به انگلیسی: Che!) فیلمی در ژانر جنگی به کارگردانی ریچارد فلایشر محصول سال ۱۹۶۹ است. در این فیلم بازیگرانی همچون عمر شریف و جک پالانس به ایفای نقش پرداخته‌اند.